# Première Fondation
1 – Environs 1000, Ère de la Fondation
Entités précédentes :
- Quatre Royaumes
- Empire galactique
- Union des mondes
- Royaumes de l'Interrègne

Entités suivantes :
- Galaxia
- Second Empire galactique

La Première Fondation, souvent appelée Fondation, est le principal protagoniste du Cycle de Fondation d'Isaac Asimov, qui suit toute son évolution sur une période de cinq cent ans.
Au départ simple colonie scientifique perdue dans la périphérie extrême de la Galaxie, elle parvient en près d'un demi-millénaire, grâce au plan Seldon, à surmonter les « crises Seldon » et à former une Fédération englobant près du tiers de la Galaxie.

## Seldon, Hardin et Mallow: les temps héroïques
Ces temps héroïques sont relatés dans  Fondation, premier livre du cycle.

### Hari Seldon
Hari Seldon est le personnage principal de la première nouvelle de Fondation, intitulée Les Psychohistoriens.

### Salvor Hardin
Salvor Hardin est le personnage principal des deuxième et troisième nouvelles de Fondation, intitulées respectivement Les Encyclopédistes et Les Maires.

### Hober Mallow
Hober Mallow est le personnage principal de la cinquième nouvelle de Fondation, intitulée Les Princes Marchands.

## Les Indbur, le Mulet et la Seconde Fondation
Cette période est relatée dans Fondation et Empire et Seconde Fondation, deuxième et troisième livres du cycle.

### Les Indbur
Indbur III est un des personnages principaux du second roman court de Fondation et Empire, intitulé Le Mulet.

### Le Mulet
Le Mulet est le personnage principal du second roman court de Fondation et Empire, intitulé Le Mulet, ainsi que de la première nouvelle de Seconde Fondation, intitulée La Quête du Mulet.

### La Seconde Fondation
La Seconde Fondation apparaît dans Seconde Fondation, troisième livre du cycle.

## Fédération de la Fondation
La Fédération de la Fondation est un État fédéral républicain placé sous la suprématie de la Première Fondation. Elle est apparue à la suite de la Guerre Stettinienne, en 378. Les 120 premières années de son existence sont synonymes de paix et de prospérité pour la Fédération et ses citoyens, malgré 3 « crises Seldon ».
En 500, elle englobe déjà plus d'un tiers des États de la Galaxie, près d'un tiers de sa superficie, plus d'un quart de ses mondes habités et le dixième de sa population. Elle est alors, de loin, l'organisation galactique la plus puissante de la Galaxie. Sa capitale traditionnelle est toujours Terminus, située aux confins de la spirale galactique. Ce fait fut d'ailleurs le déclencheur de la huitième Crise Seldon, qui dura de 493 à 498.
En effet, une large part des citoyens de la Fédération souhaitaient déplacer sa capitale sur une des Planètes intérieures, plus près des centres géographiques et politiques de la Galaxie. Cette crise mit fin à la carrière politique du maire Hannis et le poste échut à Harlan Branno, qui devint par là la cinquième femme maire de toute l'histoire de la Fondation, et certainement le Maire le plus puissant que la Fédération ait connu jusqu'alors. Elle traversa des périodes de totale impopularité sans jamais démordre de l'idée que Terminus était le siège traditionnel de la Fondation et le demeurerait. Lorsque Seldon apparut, en 498, et confirma finalement ses dires, elle put profiter d'un éphémère avantage politique écrasant. Se souciant de sa place dans l'Histoire, elle eut des visions impérialistes et tenta de découvrir et de détruire la Seconde Fondation, pour ensuite brandir la flotte dernier cri de la Fondation et instaurer le Second Empire Galactique, un demi-millénaire avant la date prévue par le plan Seldon. Heureusement, au dernier moment, la Seconde Fondation réussit à « l'influencer » et à calmer ses pulsions impérialistes, et son Second Empire militaire fut oublié.

### Structure et organisation
La Fédération de la Fondation est régie par une Constitution qui garantit, notamment, une protection des libertés fondamentales de ses citoyens, une séparation souple de ses pouvoirs et une protection des droits de ses hauts fonctionnaires - notamment par le biais d'une immunité diplomatique. Son chef d'État et de gouvernement est toujours le maire de Terminus, élu au suffrage universel direct pour un mandat de 6 ans et assisté de ses Ministres. Pour l'anecdote, la fonction de Ministre de la Guerre a survécu à plus d'un siècle de paix. L'organe législatif de la Fédération est issu de la réforme de l'après-Guerre Stettinienne. C'est le Parlement de Terminus, un parlement bicaméral constitué du traditionnel Conseil de la Fondation (ancien Conseil d'administration), la chambre haute, qui assure autant un rôle législatif qu'un rôle exécutif. Ses membres, les conseillers, sont élus par les circonscriptions de la Fondation. La chambre basse est la Chambre des mondes, aux pouvoirs très limités, qui débat d'affaires mineures avant de voter dessus. Ses membres, les représentants à la Chambre des mondes, sont élus par les sept millions de mondes de la Fédération. Terminus est toujours la capitale traditionnelle de la Fondation et, maintenant, de la Fédération tout entière, et l'Hôtel de Ville, à Terminus-Ville, accueille toujours les bâtiments gouvernementaux de la Fondation, notamment les bureaux du Maire et la Chambre du Conseil de la Fondation. En dehors de la Fédération, il existe un statut spécial pour les États souhaitant collaborer avec elle sans perdre leur indépendance (comme Comporellon), le statut de « Puissance associée à la Fédération de la Fondation ».